# IC 971
IC 971 ist eine Balken-Spiralgalaxie vom Hubble-Typ SBc im Sternbild Jungfrau auf der Ekliptik. Sie ist rund 146 Millionen Lichtjahre von der Milchstraße entfernt und hat einen Durchmesser von etwa 100.000 Lichtjahren. Wahrscheinlich bildet sie gemeinsam mit IC 4358 ein gravitativ gebundenes Galaxienpaar.

Im selben Himmelsareal befinden sich u. a. die Galaxien NGC 5442, IC 4361, IC 4364, IC 4368.
Das Objekt wurde am 20. Mai 1868 vom französischen Astronomen Truman Henry Safford entdeckt.